# 帶廣市
帶廣市（日语：／ Obihiro shi */?）是位於日本北海道東南部的城市，地處十勝平原中央，是十勝綜合振興局轄內的主要城市。帶廣市是十勝地區的農產集散地 ，市內有食品加工等相關的產業。境內約六成地區為平原，其中約有一半區域為農地。山區被劃入日高山脈襟裳國定公園的範圍內，流域面積為日本第六大的十勝川則流經北邊。帶廣市在自衛隊編制縮減及中央政府機構的縮編影響下，人口開始減少，在2004年3月之後，人口數被苫小牧市超越，現為北海道第五大城市。
市區位於十勝川及札內川之間的平原，其都市規劃在19世紀末的開拓初期即已完成，採棋盤式規劃，市區內約九成區域的地址是採用「西（東）○條、南（北）○丁目」的方式表示，同時也學習美國華盛頓特區規劃了具有城市防火功能的對角方向道路。
「帶廣」的名稱來自阿伊努語「o-pere-per-ke-p」，意思為河口處分成多股的河川，指的是從現在帶廣市區東北側分出的十勝川支流帶廣川。

## 氣候
由於帶廣市位於內陸區域，溫差很大，夏季氣溫可超過攝氏30度，冬季氣溫可達攝氏零下20度，積雪量則比北海道靠日本海一側的區域少，年均降雪量約在200公分。
| 帶廣市（1981年 - 2010年） | 帶廣市（1981年 - 2010年） | 帶廣市（1981年 - 2010年） | 帶廣市（1981年 - 2010年） | 帶廣市（1981年 - 2010年） | 帶廣市（1981年 - 2010年） | 帶廣市（1981年 - 2010年） | 帶廣市（1981年 - 2010年） | 帶廣市（1981年 - 2010年） | 帶廣市（1981年 - 2010年） | 帶廣市（1981年 - 2010年） | 帶廣市（1981年 - 2010年） | 帶廣市（1981年 - 2010年） | 帶廣市（1981年 - 2010年） |
| 月份                      | 1月                       | 2月                       | 3月                       | 4月                       | 5月                       | 6月                       | 7月                       | 8月                       | 9月                       | 10月                      | 11月                      | 12月                      | 全年                      |
| ------------------------- | ------------------------- | ------------------------- | ------------------------- | ------------------------- | ------------------------- | ------------------------- | ------------------------- | ------------------------- | ------------------------- | ------------------------- | ------------------------- | ------------------------- | ------------------------- |
| 历史最高温 °C（°F）       | 8.0 (46.4)                | 14.7 (58.5)               | 20.3 (68.5)               | 31.7 (89.1)               | 38.8 (101.8)              | 34.8 (94.6)               | 37.8 (100.0)              | 37.0 (98.6)               | 32.8 (91.0)               | 27.7 (81.9)               | 23.5 (74.3)               | 16.0 (60.8)               | 38.8 (101.8)              |
| 平均高温 °C（°F）         | −1.9 (28.6)               | −0.6 (30.9)               | 4.0 (39.2)                | 11.9 (53.4)               | 17.6 (63.7)               | 20.8 (69.4)               | 23.5 (74.3)               | 25.2 (77.4)               | 21.5 (70.7)               | 15.6 (60.1)               | 8.0 (46.4)                | 1.1 (34.0)                | 12.2 (54.0)               |
| 日均气温 °C（°F）         | −7.5 (18.5)               | −6.2 (20.8)               | −1.0 (30.2)               | 5.8 (42.4)                | 11.1 (52.0)               | 14.8 (58.6)               | 18.3 (64.9)               | 20.2 (68.4)               | 16.3 (61.3)               | 10.0 (50.0)               | 3.2 (37.8)                | −3.7 (25.3)               | 6.8 (44.2)                |
| 平均低温 °C（°F）         | −13.7 (7.3)               | −12.6 (9.3)               | −6 (21)                   | 0.6 (33.1)                | 5.7 (42.3)                | 10.3 (50.5)               | 14.5 (58.1)               | 16.4 (61.5)               | 12.1 (53.8)               | 4.8 (40.6)                | −1.5 (29.3)               | −8.9 (16.0)               | 1.8 (35.2)                |
| 历史最低温 °C（°F）       | −38.2 (−36.8)             | −36 (−33)                 | −35.2 (−31.4)             | −18.3 (−0.9)              | −7.9 (17.8)               | −1.9 (28.6)               | 1.3 (34.3)                | 2.1 (35.8)                | −4.7 (23.5)               | −10.6 (12.9)              | −20.3 (−4.5)              | −34.2 (−29.6)             | −38.2 (−36.8)             |
| 平均降水量 mm（）         | 42.8 (1.69)               | 24.9 (0.98)               | 42.4 (1.67)               | 58.9 (2.32)               | 81.0 (3.19)               | 75.5 (2.97)               | 106.4 (4.19)              | 139.1 (5.48)              | 138.1 (5.44)              | 75.0 (2.95)               | 57.6 (2.27)               | 46.1 (1.81)               | 887.8 (34.95)             |
| 平均降雪量 cm（）         | 59 (23)                   | 37 (15)                   | 42 (17)                   | 9 (3.5)                   | 1 (0.4)                   | 0 (0)                     | 0 (0)                     | 0 (0)                     | 0 (0)                     | 0 (0)                     | 9 (3.5)                   | 47 (19)                   | 201 (79)                  |
| 平均降雪天数              | 16.7                      | 15.8                      | 16.5                      | 6.6                       | 0.5                       | 0                         | 0                         | 0                         | 0                         | 0.2                       | 7.0                       | 13.6                      | 76.9                      |
| 平均相對濕度（％）        | 70                        | 68                        | 66                        | 66                        | 69                        | 79                        | 83                        | 82                        | 79                        | 73                        | 68                        | 68                        | 73                        |
| 月均日照時數              | 183.4                     | 190.1                     | 217.8                     | 194.5                     | 192.3                     | 152.8                     | 117.6                     | 128.9                     | 143.0                     | 175.0                     | 166.7                     | 171.3                     | 2,033.2                   |
| 来源：JPA                 |                           |                           |                           |                           |                           |                           |                           |                           |                           |                           |                           |                           |                           |

## 歷史
根據本地挖掘出的考土遺跡，此地最早的人類活動紀錄推測在於約2萬4千年前至1萬8。而最早的歷史文獻紀錄則是在17世紀中松前藩一度設立了東蝦夷地十勝場所，在當時此地即有阿伊努人居住，在19世紀幕府時代末期，為避免俄羅斯勢力進入，此地區被劃為仙台藩的警備地區。
1869年北海道正式被日本劃入為領土，並依據日本的令制國制度設立了國和郡，現在的帶廣市範圍在當時被劃為十勝國河西郡，並設立了下帶廣村、荊苞村、伏古村、上帶廣村、賣買村、幸震村，共六個村。此區域最初被劃為鹿兒島藩的領地，但由於鹿兒島藩的放棄，改成為靜岡藩的領地，但在當時實際上此地仍是只有阿伊努人所居住。1871年日本實施廢藩置縣，成為北海道開拓使所管理，並負責規劃日本和人的移民開墾，但現在的帶廣市中心地區，最初並非像北海道其他地方是由政府安排的屯田兵或舊幕府家臣進行開墾；雖然1870年代起陸續有和人進入此地從事捕魚、狩獵，但在1879年至1882年期間連年的大雪導致當時的和人無法繼續在此生活。
1882年北海道開拓使被廢除，整個北海道改設為三個縣，十勝國改隸屬札幌縣；1883年來自靜岡縣的依田勉三帶領的合資公司－「晚成社」共13戶27人到達下帶廣村進行開墾，但晚成社的開拓初期，由於不斷的發生寒害和蟲害等災害，此地並沒有太顯著的發展。1886年日本政府正式成立北海道廳，十勝國再次改隸屬北海道，1890年代北海道開始規劃此地的開發，在1892年完成最初的都市計畫，在現在的帶廣車站東北側規劃了約1,900戶的城市空間，並開始在此設立郵局、村戶長役場等各政府機關，其中1895年設置了北海道集治監十勝分監，有多達1,300名受刑人及200名監獄職員進駐此地，也因為有了監獄的受刑人加入開墾工作，帶廣市區的建設也才有明顯的發展。
1902年下帶廣村和荊苞村合併為帶廣町，為當時十勝地區唯一的町級行政區劃；1905年至1907年期間帶廣聯外的鐵路陸續開通，使得本地的農產開始可以向外輸送，帶動了大豆的栽種；隨著人口的增加、農業規模的擴大，也開始帶動商業及食品加工產業的發展，帶廣也逐漸成為整個十勝區域的商業中心。隨著人口的成長，1922年起又陸續完成在鐵路根室本線的南側及西側區域的都市計畫；1933年改制為帶廣市後，開始有大量人口流入，市區範圍持續地向西側及南側發展。1957年，位於原帶廣市西南側的大正村和川西村併入帶廣市，形成現在的帶廣市範圍。

### 年表
- 1869年：設置河西郡下帶廣村。[11]
- 1893年：設置河西郡戶長役場。
- 1901年：改設立下帶廣村外8村戶長。
- 1902年4月1日：下帶廣村、荊苞村合併為帶廣町，並成為北海道二級町。[15]
- 1915年4月1日：
  - 伏古村被廢除，轄區一部分併入芽室村，其餘部分被併入帶廣町，帶廣町同時成為北海道一級町。
  - 上帶廣村、賣買村、幸震村合併為大正村，成為北海道二級村。
- 1924年2月1日：大正村的舊上帶廣村和部份舊賣買村的區域分割另設置為川西村，並成為北海道二級村。
- 1933年4月1日：改制為帶廣市。
- 1957年4月1日：川西村和大正村被併入帶廣市。
- 1963年7月31日：帶廣動物園開始營運。
- 1964年12月：帶廣機場開始營運。
- 2004年9月～10月：世界拉力錦標賽首次在十勝地區舉辦。

## 產業
當地的農業以大型機械進行大規模耕種為主，每戶農家的平均耕地面積約為29公頃。主要農產品包括小麥、馬鈴薯、菜豆、牛蒡等。北海道著名的點心製造公司六花亭、柳月、小紅莓的總公司皆設於此。

## 交通

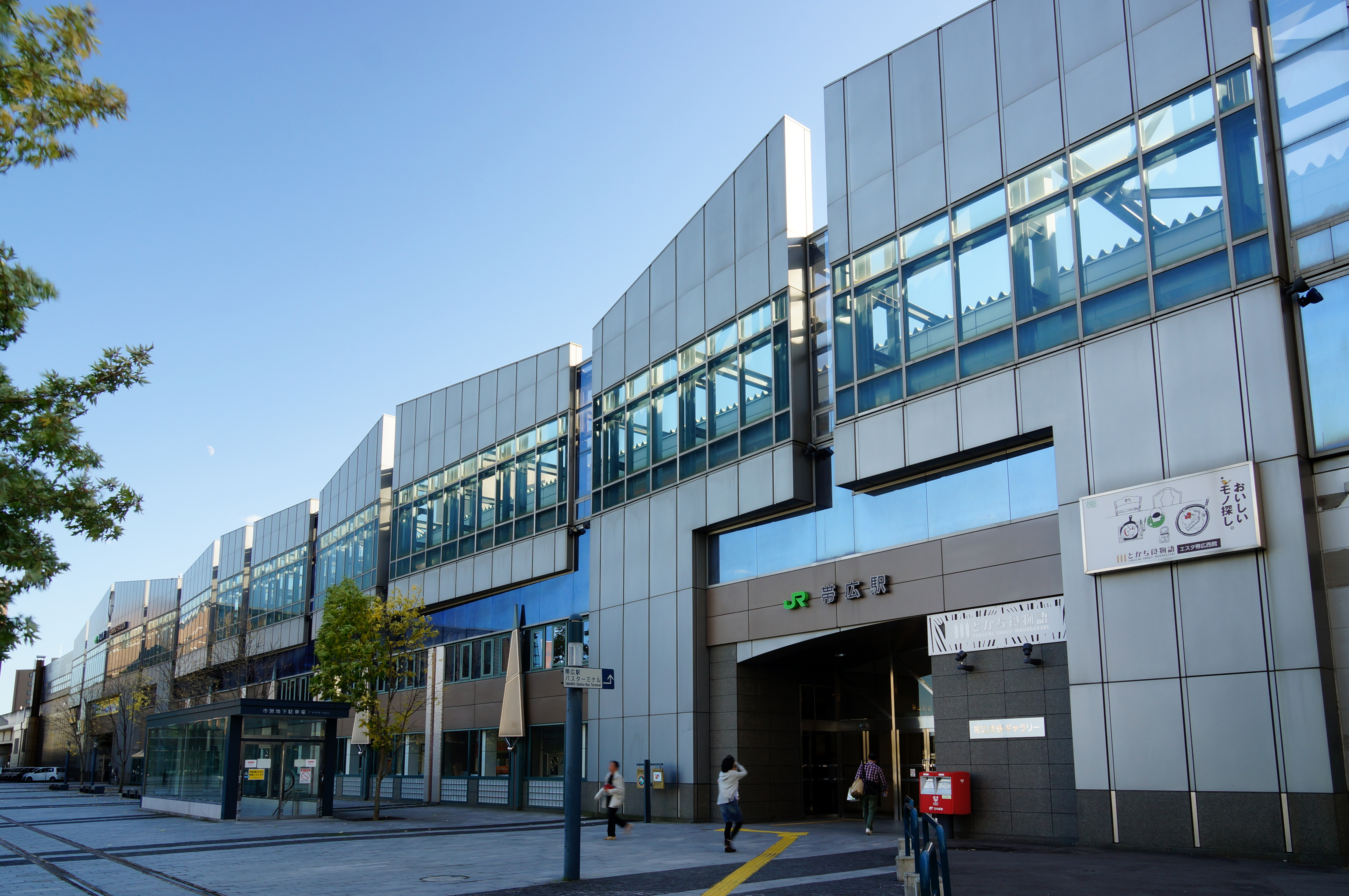
帶廣車站

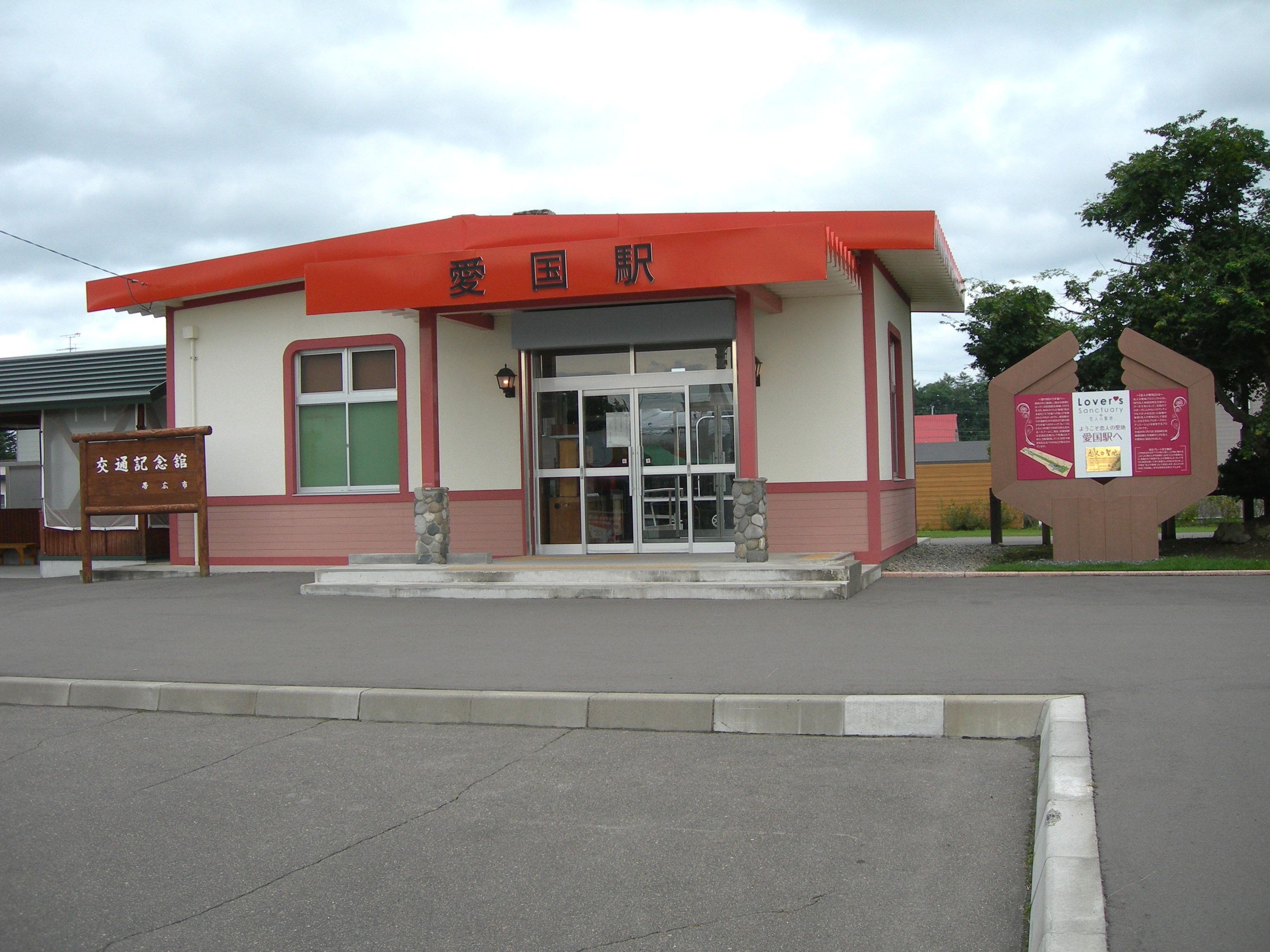
已經停駛的愛國車站

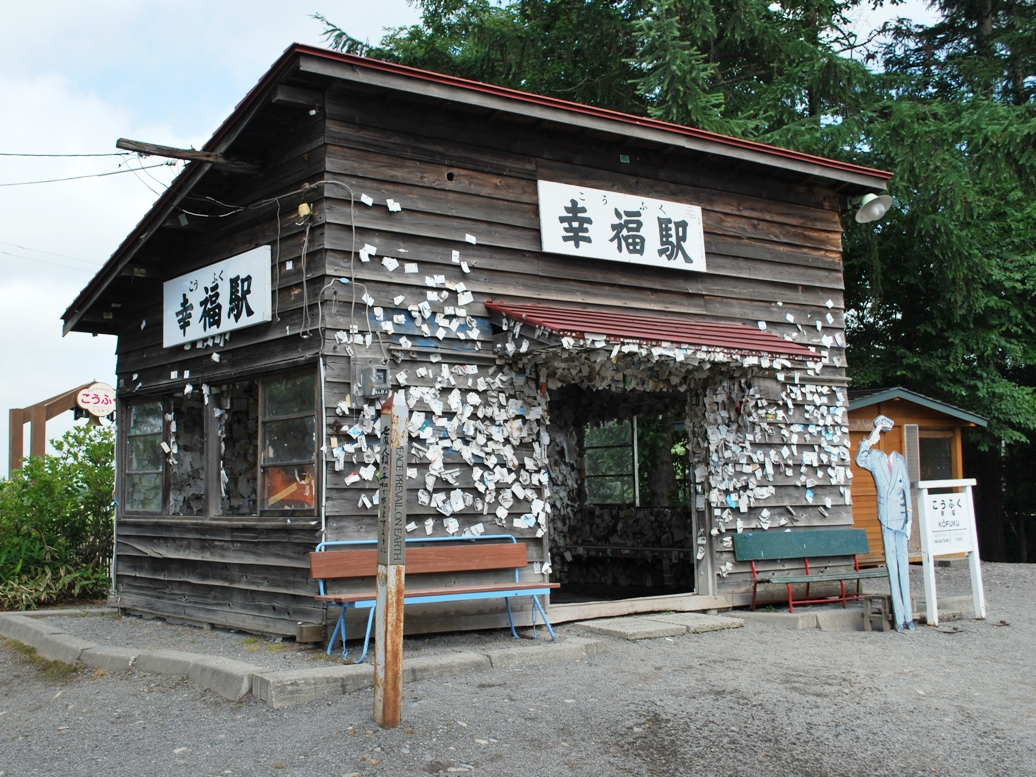
已經停駛的幸福車站

轄內最初的機場是於1964年利用陸上自衛隊帶廣駐屯地內原有的機場設施所設立的帶廣機場，雖然緊鄰市區交通便利，但也因此無法擴大規模讓噴射機降落；因此在1981年完成了新的帶廣機場，但現在僅有往返東京國際機場（羽田機場）的固定定期航班，另有往返中部國際機場的季節航班，過去雖曾開設過飛往台灣的國際航線，但並未能持續經營下去。
位於市區中心的北海道旅客鐵道帶廣車站是帶廣市的主要車站，除了可透過根室本線連結北海道的鐵路網，前往札幌、旭川、釧路等地，過去也曾是通往十勝地區北部的士幌線和通往十勝地區南部的廣尾線的轉乘車站，但這兩條路線已於1987年國鐵分割民營化之時停止營運。
其中廣尾線上位於帶廣市轄內的幸福車站及愛國車站，過去曾經由於由於「從愛的國度走向幸福的吉祥語車票而吸引大量觀光客；在廣尾線停止營運，幸福車站被廢除後，車站的候車室、月台以及部分鐵軌被保留了下來，現在成為交通公園的一部分；保留的鐵軌上同時展示了兩節火車車廂。而車站周邊的商店則繼續銷售「愛國幸福」的車票及相關紀念品。
主要的聯外公路包括東西向的國道38號、往南的國道236號、往北的國道241號，道東自動車道是十勝地區聯外的高速公路，但其並未通過帶廣市轄內，而是從北側約四公里外經過，須經由帶廣廣尾自動車道往北透過帶廣系統交流道轉入，或是經過音更町市區由音更帶廣交流道進入。

### 鐵路
- 北海道旅客鐵道
  - 根室本線 ：（←芽室町） - 西帶廣車站 - 柏林台車站 - 帶廣車站 - （幕別町→）
- 日本國有鐵道
  - 士幌線：帶廣車站 - （音更町→）

已於1987年停止營運。
  - 廣尾線：帶廣車站 - （幕別町） - 北愛國車站 - 愛國車站 - 大正車站 - 幸福車站 - （中札內村→）

已於1987年停止營運。

### 道路
高速道路
- 帶廣廣尾自動車道：（芽室町） - 　帶廣川稜交流道 - 幸福交流道 - （中札内村）

一般國道
- 國道38號
- 國道236號
- 國道241號（日语：国道241号）

## 觀光資源
- 帶廣賽馬場（日语：帯広競馬場）（輓曳賽馬（日语：ばんえい競走））
- 綠色公園（日语：緑ヶ丘公園 (帯広市)）
  - 帶廣百年紀念館（日语：帯広百年記念館）
  - 帶廣市兒童會館（日语：帯広市児童会館）
  - 帶廣動物園（日语：おびひろ動物園）
  - 北海道立帶廣美術館（日语：北海道立帯広美術館）
- 大豆資料館（舊日本甜菜精糖帶廣工場）
- 真鍋庭園（日语：真鍋庭園）
- 紫竹花園（日语：紫竹ガーデン）
- 愛國車站、幸福車站
- 八千代公共育成牧場

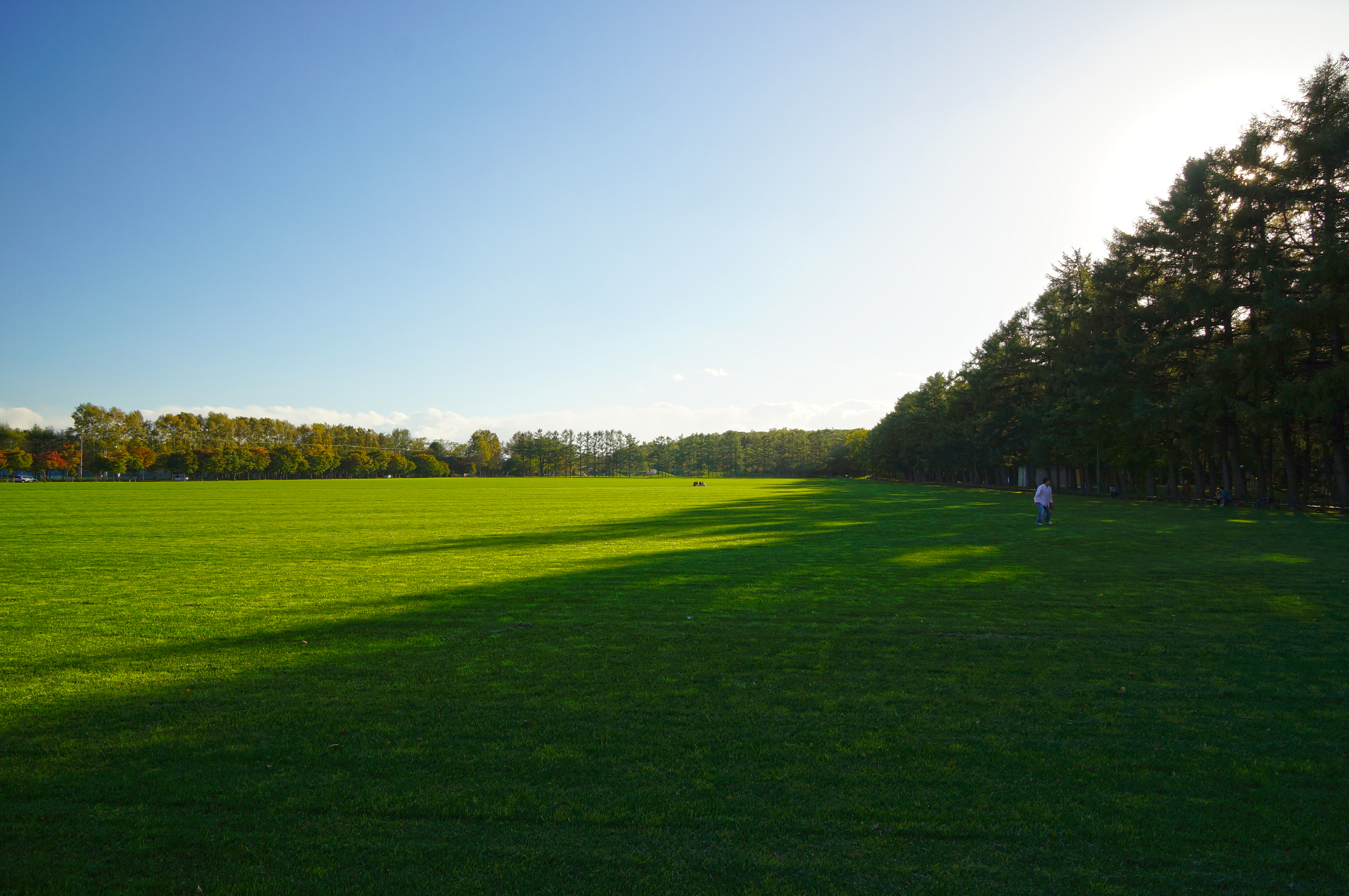
綠丘公園（2013年10月）
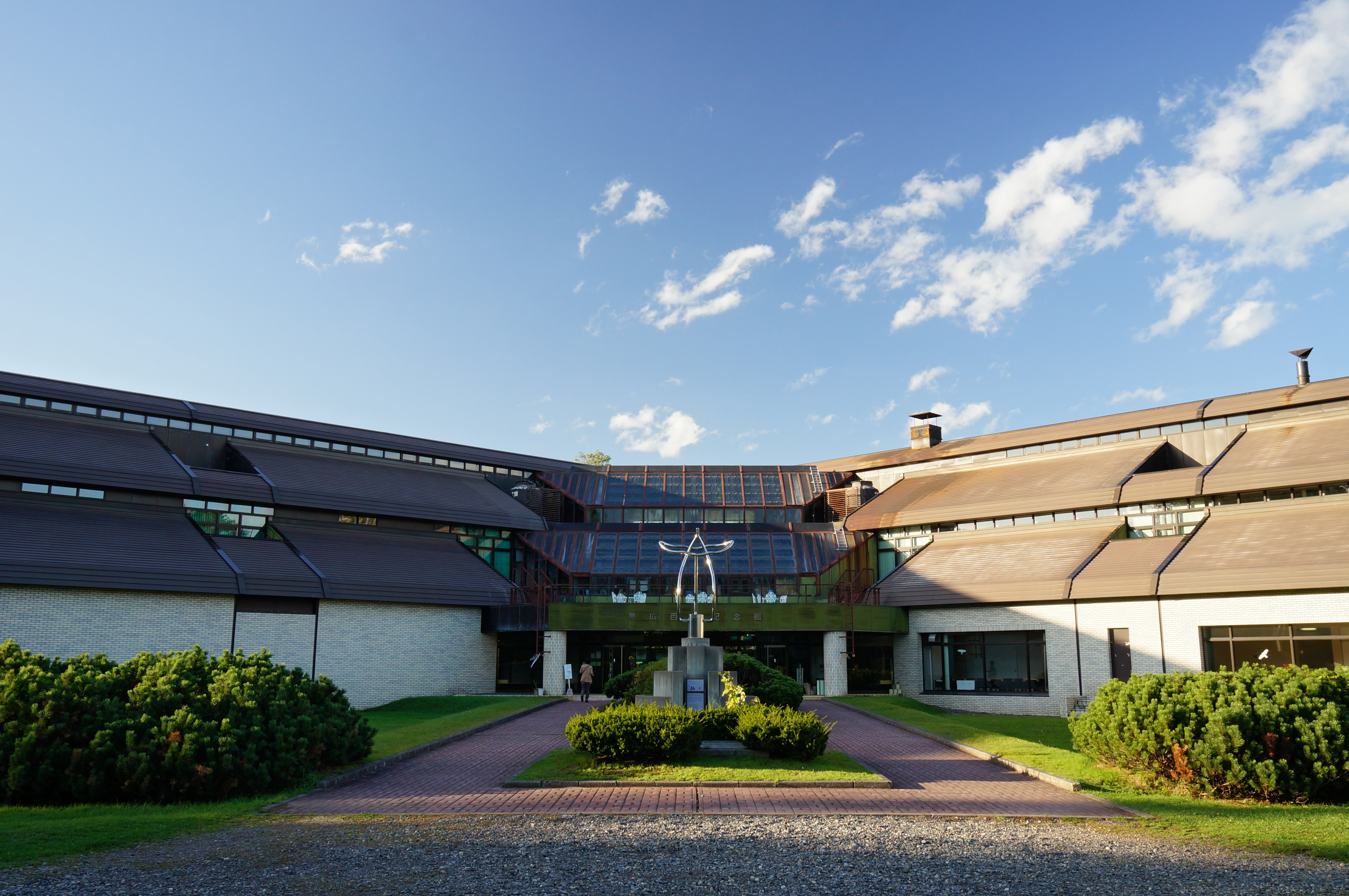
帶廣百年紀念館（2013年10月）
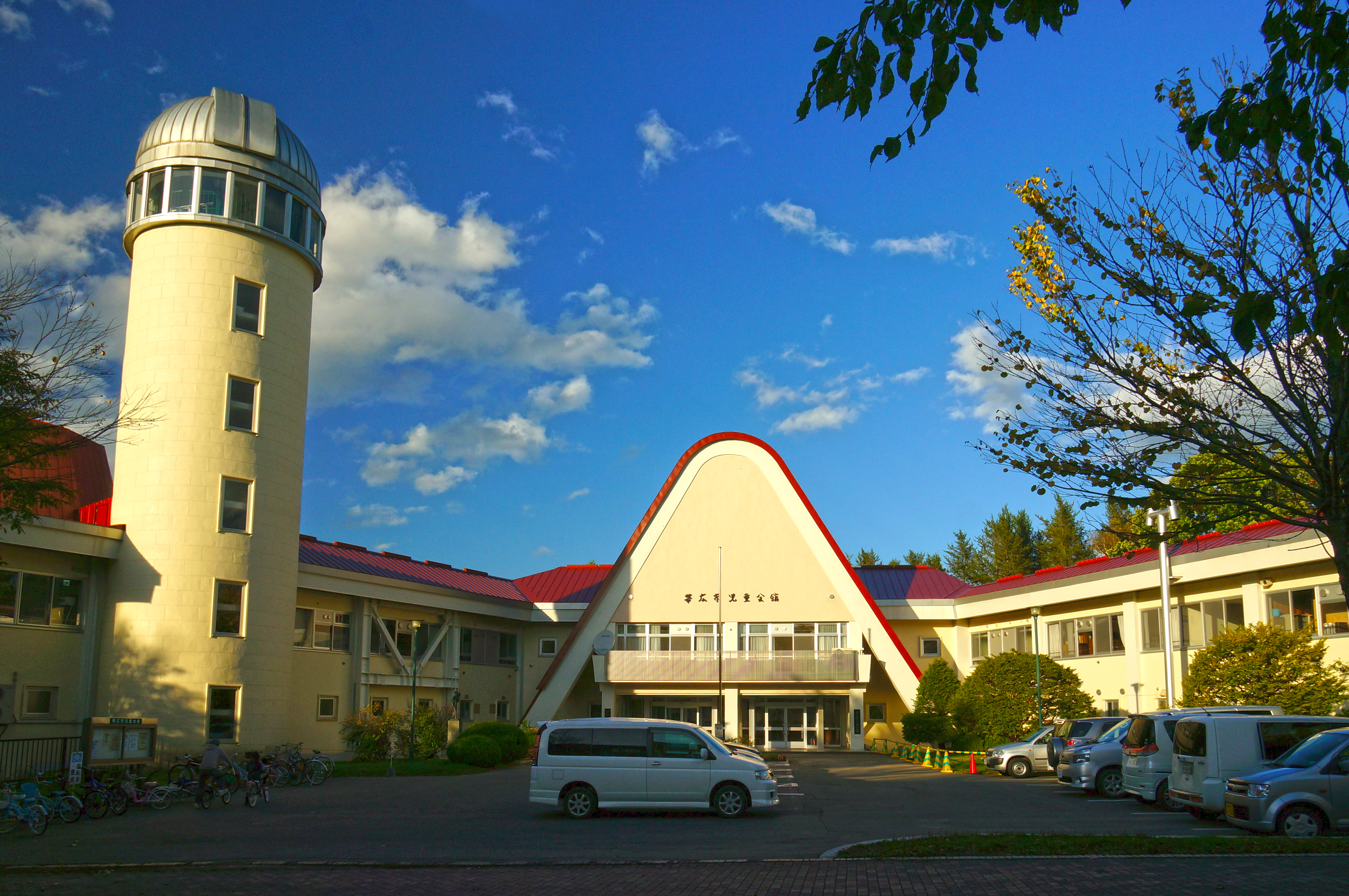
帶廣市兒童會館（2013年10月）
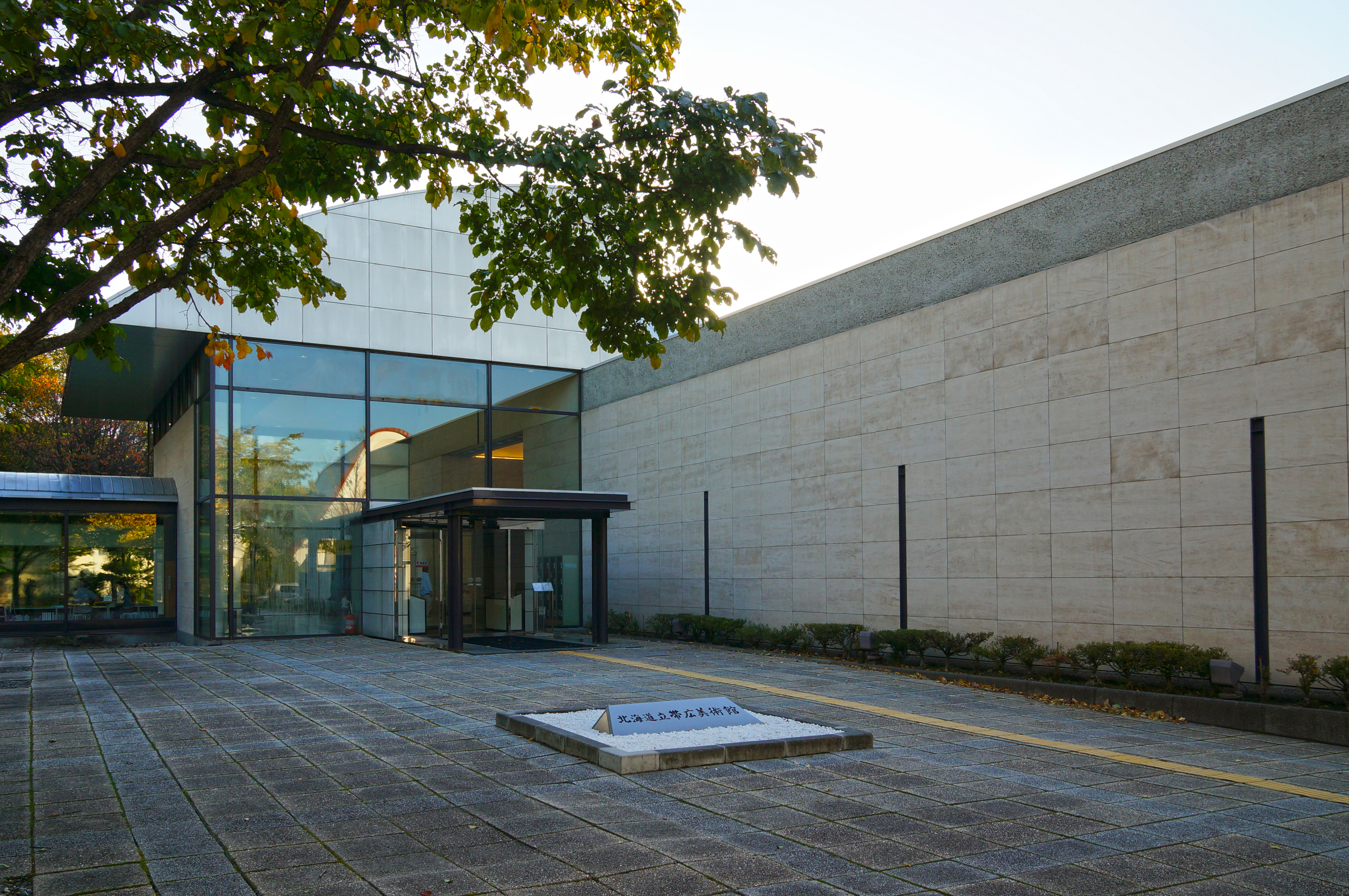
北海道立帶廣美術館（2013年10月）
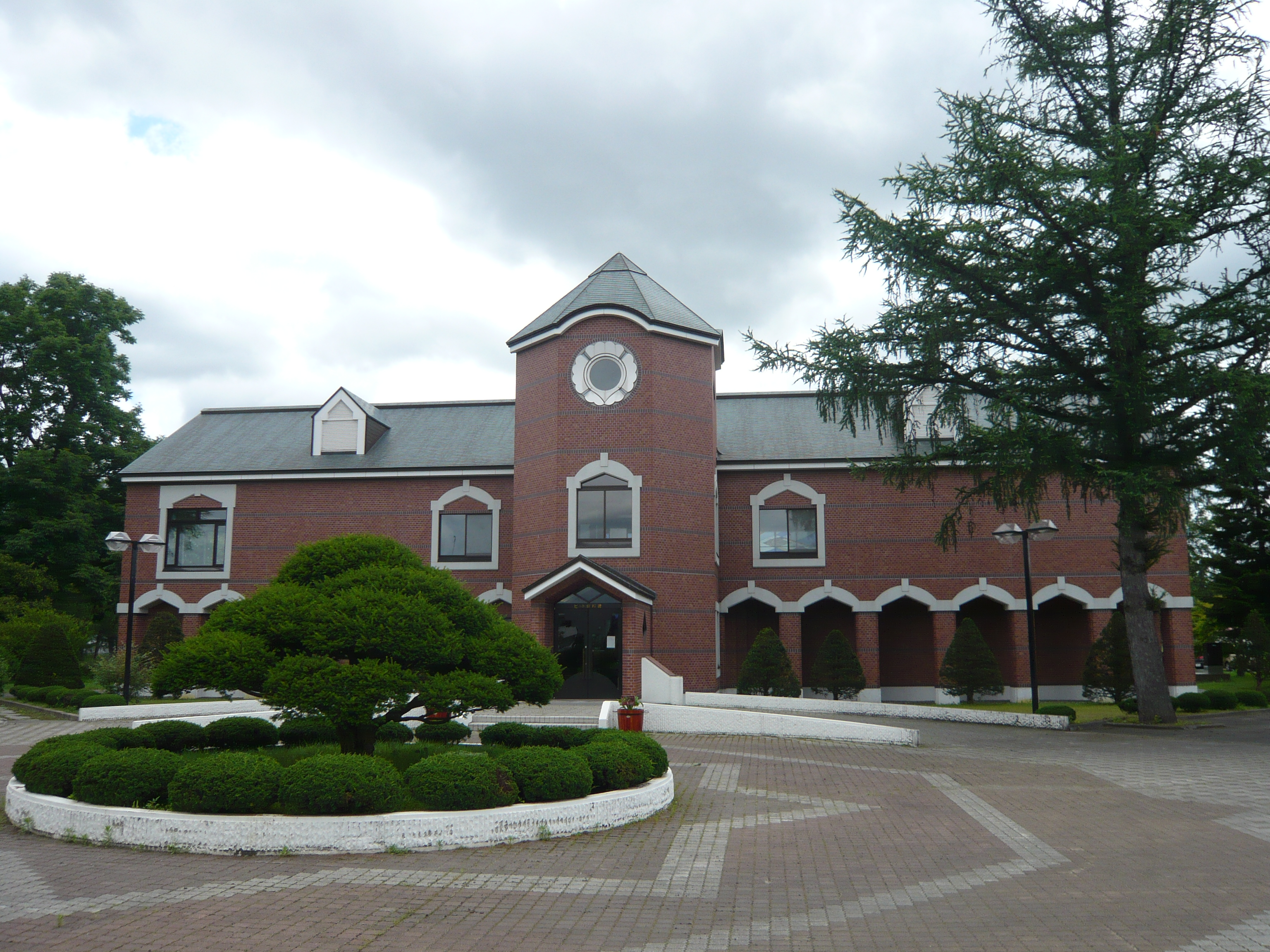
大豆資料館（2012年7月）
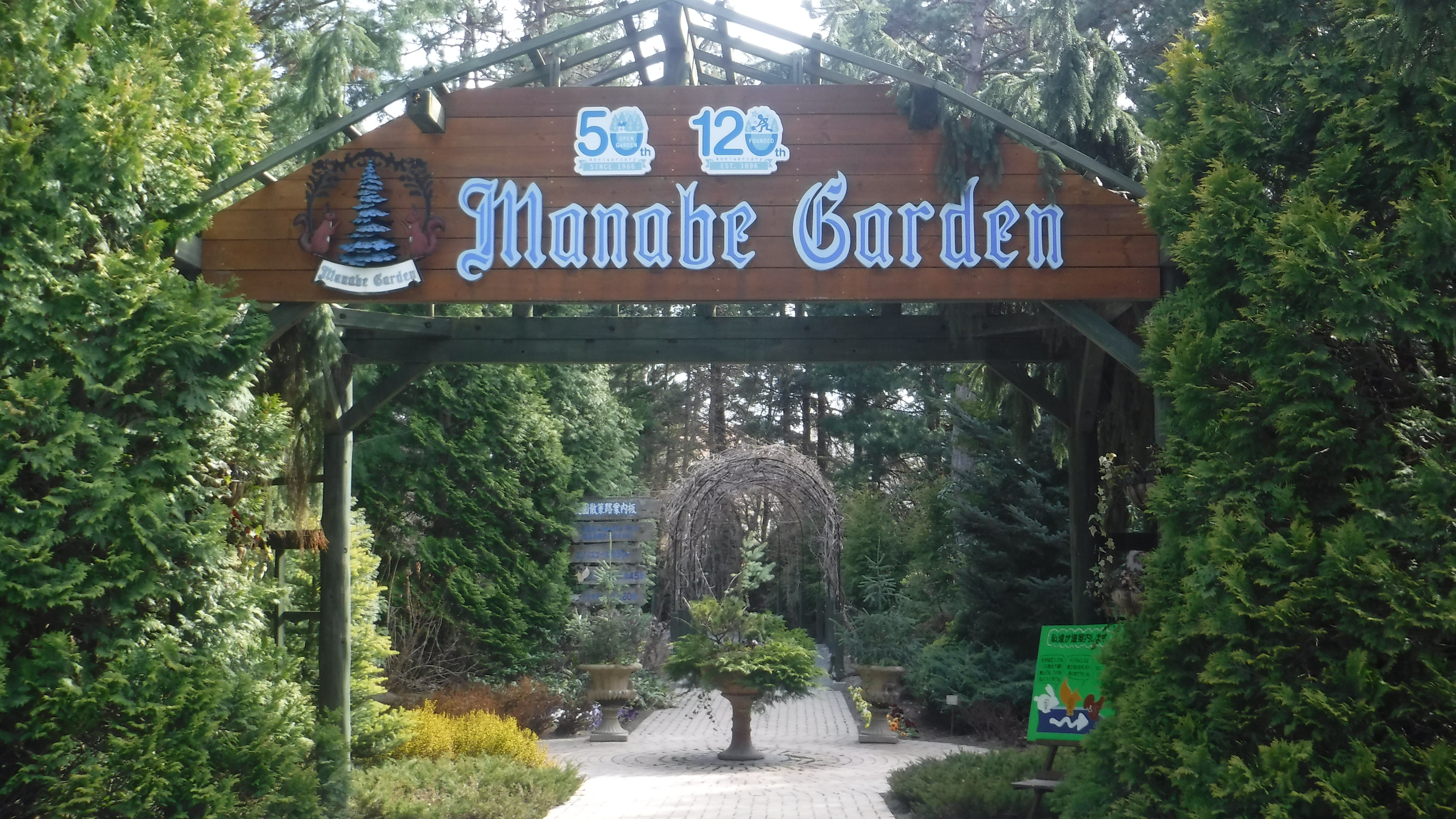
真鍋庭園（2016年5月）
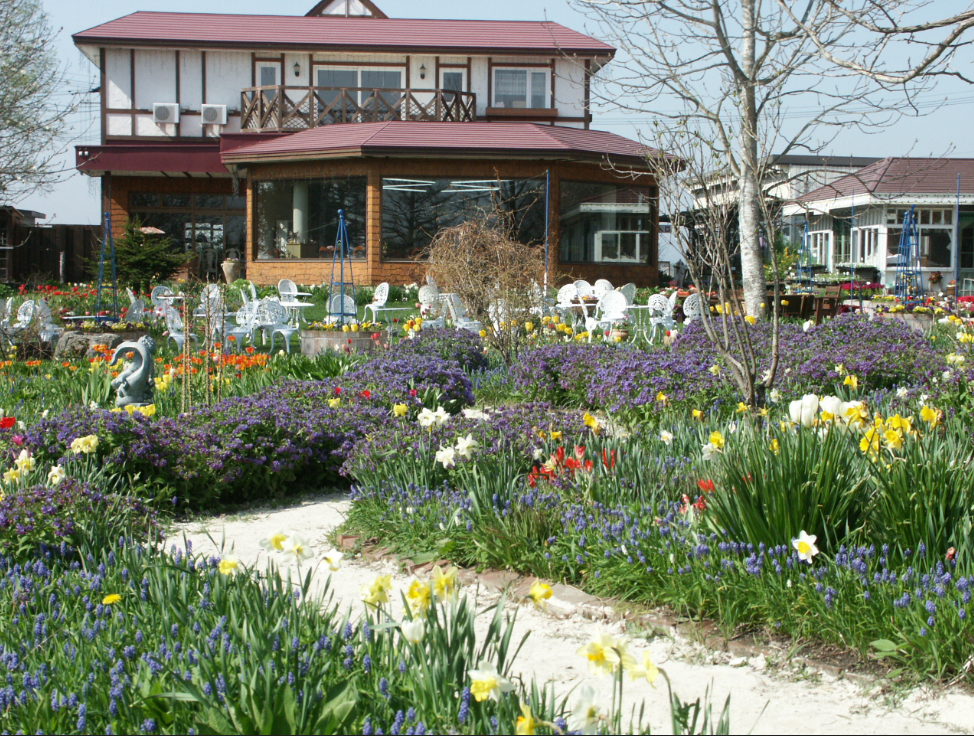
紫竹花園（2016年8月）

## 教育
帶廣畜產大學市內唯一的大學，是日本唯一有畜產科系的國立大學。位於帶廣畜產大學旁的北海道帶廣農業高等學校則是漫畫家荒川弘作品銀之匙 Silver Spoon中「大蝦夷高級農業學校」的創作原型。

### 大學
- 帶廣畜產大學

### 專修學校
| - 帶廣高等看護學院 - 帶廣中心専門學校 - 帶廣市醫師會看護高等専修學校 - 帶廣調理師専門學校 | - 帶廣文化専門學校 - 帶廣看護専門學校 - 帶廣家政専門學校 |

### 高等學校
| - 北海道帶廣柏葉高等學校 - 北海道帶廣三條高等學校 - 北海道帶廣綠陽高等學校 - 北海道帶廣工業高等學校 | - 北海道帶廣農業高等學校 - 北海道帶廣南商業高等學校 - 帶廣大谷高等學校 |

### 特殊學校
| - 北海道帶廣盲學校 - 北海道帶廣聾學校 | - 北海道帶廣養護學校 |

## 姊妹市・友好都市

### 日本
- 松崎町 （靜岡縣賀茂郡）
- 大分市 （大分縣）
- 德島市 （德島縣）

### 海外
- 蘇厄德（美國 阿拉斯加州）
- 麥迪遜（美國 威斯康辛州）
- 朝陽市（中華人民共和國 遼寧省）

## 大眾媒體

### 廣播電臺
- 帶廣市民廣播（日语：おびひろ市民ラジオ）（FM WING） 76.1 MHz
- FM JAGA（日语：エフエムおびひろ） 77.8 MHz
- エフエム北海道（日语：エフエム北海道） 78.5 MHz

## 本地出身的名人

### 學術
- 秋場大輔（日语：秋場大輔）：紐約市立大學研究中心教授、心理學博士
- 有賀秀子（日语：有賀秀子）：帶廣畜産大學名譽教授、農業化學學者
- 石澤良昭：上智大學校長、東南亞史學者
- 進藤榮一（日语：進藤榮一）：筑波大學、國際政治學
- 高倉新一郎（日语：高倉新一郎）：農業經濟學者、歴史學者

### 文化・藝術
- 安東ウメ子（日语：安東ウメ子）：阿伊努音樂家
- 池澤夏樹（日语：池澤夏樹）：小說家
- 岡田博美：鋼琴家
- 熊切和嘉：電影導演
- 鳴海章（日语：鳴海章）：小說家
- 帶廣志：漫畫家
- 本谷美加子（日语：本谷美加子）：陶笛演奏家
- 吉川靜夫（日语：吉川靜夫）：作詞家

### 娛樂
- あべなぎさ（日语：あべなぎさ）：女演員
- 近江谷太朗（日语：近江谷太朗）：演員
- 小野寺昭（日语：小野寺昭）：演員
- 高倉陵（日语：高倉陵）：搞笑藝人
- 平淑惠（日语：平淑惠）：女演員
- 舟橋元（日语：舟橋元）：演員
- 中城富美子（日语：中城富美子）：歌手
- 中島美雪：歌手
- 吉野壽（eastern youth）：音樂家
- 高野哲（日语：高野哲）：音樂家
- 後藤麻衣：聲優
- 松岡禎丞：聲優
- 市之瀨加那：聲優
- 原千晶（日语：原千晶）：女演員
- 野月貴弘（日语：野月貴弘）：音樂家
- キャデラックスリム（日语：キャデラックスリム）：搖滾樂團

### 大眾傳播
- 安住紳一郎：東京廣播公司播音員
- 小堀勝啟（日语：小堀勝啟）：中部日本放送播音員
- 栂安亞紀（日语：栂安亞紀）：北日本放送廣播員

### 體育
- 大場美智惠（日语：大場美智惠）：職業高爾夫選手
- 柏木真介（日语：柏木真介）：籃球選手
- 加山利治（日语：加山利治）：職業拳擊選手
- 葛西純（日语：葛西純）：職業摔角選手
- 北勝鬨準人（日语：北勝鬨準人）：前相撲力士
- 島崎京子（日语：島崎京子）：競速滑冰選手
- 清水宏保：競速滑冰選手
- 武藤裕代（日语：武藤裕代）：女子職業摔角選手

### 其他
- 本名武（日语：本名武）：政治人物
- 川瀬カヨ（日语：川瀬カヨ）：天運教天地正教首任教祖

## 外部連結
- （日語） 帶廣市的Facebook專頁
- （日語） 帶廣市的X（前Twitter）